# El hijo de Gabino Barrera
El hijo de Gabino Barrera es una película de drama, acción y wéstern mexicana de 1965, escrita y dirigida por René Cardona y protagonizada por Antonio Aguilar, Jaime Fernández y Martha Dual.

## Trama
Gabino Barrera fue, en su momento, un hombre audaz y temido que se convirtió en leyenda. Ahora, su hijo deberá luchar hasta el fin, en su cruzada personal por vengar la muerte de su padre…

## Reparto
- Antonio Aguilar como Gabino Barrera hijo
- Jaime Fernández como Martín Contreras
- Martha Dual como Alicia Contreras de Barrera
- Eleazar García como Chelelo
- Ramón Bugarini como Carlos Espinoza
- Irma Serrano «La Tigresa» como Cantante
- Delia Magaña como Doña Chole
- Eric del Castillo como Luis Romero
- Glenda Castro
- Marta Flores
- José Dupeyrón
- Guillermo Rivas «El Borras» como Cantinero
- Miguel Arenas como Trinidad
- Carlos Nieto
- Jorge Russek
- Armando Acosta

## Banda sonora
- «Gabino Barrera», escrita por Víctor Cordero e interpretada por Irma Serrano